# 곡정초등학교
곡정초등학교는 대한민국 경기도 수원시 권선구 곡선로 7번에 있는 공립 초등학교이다.

## 학교 연혁
- 2010.08.08. 곡정초등학교 설립인가
- 2011.11.01. 곡정초등학교 개교
- 2012.02.14. 제1회 졸업식(졸업생 18명)
- 2016.03.01. 제2대 김석진 교장 부임
- 2018.02.10. 제7회 졸업식(졸업생 183명, 총 882명 졸업)
- 2018.03.01. 2018학년도 51학급 편성

## 참고 자료
- 곡정초등학교 - 한국교육학술정보원 학교알리미